# Abdulhak II
Abdulhak II (arab. أبو محمد عبد الحق بن عثمان = Abū Muḥammad ʿAbd al-Ḥaqq ibn ʿUṯmān; ur. 1420, zm. 1465 w Fezie) – sułtan Maroka z dynastii Marynidów, syn sułtana Usmana III.
Abdulhak II został wyniesiony na sułtański tron w wieku jednego roku przez wattasydzkich wezyrów, kiedy w 1421 roku zamordowano jego ojca. W kolejnych latach był świadkiem ciągłych walk o władzę między członkami rodu Wattasydów.
W 1459 roku sułtan próbował złamać potęgę Wattasydów i kazał wymordować cały ich klan. Z masakry cało uszli tylko dwaj bracia – synowie wielkiego wezyra Jahji, m.in. Muhammad asz-Szajch al-Mahdi. W kolejnych latach sułtan Abdulhak II dążył do stłumienia wpływów marabutów i bractw islamskich dzięki umacnianiu pozycji szarifów, zwłaszcza potomków dynastii Idrysydów. Prawdopodobnie więc nieprzypadkowo już wcześniej, w 1437 roku, odkryto w Fezie grób sułtana Idrisa II, który szybko stał się jednym z ważniejszych celów pielgrzymek.
Kiedy Abdulhak próbował z powodu problemów finansowych znieść przywileje podatkowe marabutów i bractw islamskich, wywołało to wzmożony opór wobec „bezbożnego” władcy. Kiedy sułtan w 1465 roku prowadził właśnie kampanię wojenną przeciw Portugalczykom w Ceucie, w Fezie doszło do zamachu stanu, w czasie którego Idrysyda Muhammad ibn al-Imrami al-Dżudi obwołał się imamem. Abdulhak poległ w czasie tłumienia powstania.
Po jego śmierci nastał kilkuletni okres bezkrólewia i walk o władzę, w wyniku którego nie doszło jednak do restauracji dynastii Idrysydów. W 1472 roku tron wywalczył dla siebie Muhammad asz-Szajch al-Mahdi – jeden z dwóch pozostałych przy życiu potomków Wattasydów.